# Gouvernement Ponta II
Pour les articles homonymes, voir gouvernement Ponta.
Roumanie
Ponta I Ponta III
Le gouvernement Ponta II (Guvernul Victor Ponta (2), en roumain) est le gouvernement de la Roumanie du 21 décembre 2012 au 4 mars 2014, durant la septième législature du Parlement roumain.

## Coalition et historique
Dirigé par le Premier ministre social-démocrate sortant, Victor Ponta, il est soutenu par l'Union sociale-libérale (USL), qui réunit le Parti social-démocrate (PSD), l'Union nationale pour le progrès de la Roumanie (UNPR), le Parti national libéral (PNL) et le Parti conservateur (PC), qui disposent ensemble de 273 députés sur 412 à la Chambre des députés, soit 66,3 % des sièges, et 122 sénateurs sur 176 au Sénat, soit 69,3 % des sièges.
Il a été formé à la suite des élections législatives du 9 décembre 2012 et succède au gouvernement Ponta I, également constitué de l'USL, mais à laquelle l'UNPR ne participait alors pas.
Le 25 février 2014, le Parti national libéral annonce son départ du gouvernement, en réaction au refus de Victor Ponta de désigner Klaus Iohannis comme ministre de l'Intérieur. Selon les observateurs, ces tensions dans l'Union sociale-libérale seraient liées à la désignation du futur candidat commun à la présidentielle, dont l'accord de coalition prévoyait qu'il soit issu du PNL. Du fait de cette rupture, le gouvernement ne dispose plus que du soutien du PSD, de l'UNPR et du PC. Ensemble ils détiennent 190 députés sur 412 à la Chambre des députés, soit 46,1 % des sièges, et 85 sénateurs sur 176 au Sénat, soit 48,3 % des sièges.

## Composition

### Initiale
- Les nouveaux ministres sont indiqués en gras, ceux ayant changé d'attributions en italique.

| Fonction | Titulaire | Titulaire                                                                                                  | Parti |
| --- | --------- | --- | ----- |
| Premier ministre |           | Victor Ponta                                                                                               | PSD   |
| Vice-Premier ministre Ministre du Développement régional et de l'Administration publique                                               |           | Liviu Dragnea                                                                                              | PSD   |
| Vice-Premier ministre Ministre des Finances publiques                                                                                  |           | Daniel Chițoiu                                                                                             | PNL   |
| Vice-Premier ministre |           | Gabriel Oprea                                                                                              | UNPR  |
| Ministres |           | |       |
| Ministre de l'Agriculture et du Développement rural                                                                                    |           | Daniel Constantin                                                                                          | PC    |
| Ministre des Affaires étrangères |           | Titus Corlățean                                                                                            | PSD   |
| Ministre des Affaires intérieures |           | Radu Stroe (jusqu'au 23/01/2014)                                                                           | PNL   |
| Ministre des Affaires intérieures |           | Gabriel Oprea (par intérim)                                                                                | UNPR  |
| Ministre de la Défense nationale |           | Mircea Dușa                                                                                                | PSD   |
| Ministre de la Justice |           | Mona Pivniceru (jusqu'au 28/03/2013)                                                                       | Sans  |
| Ministre de la Justice |           | Victor Ponta (par intérim)                                                                                 | PSD   |
| Ministre de la Justice |           | Robert Cazanciuc (à partir du 15/04/2013)                                                                  | Sans  |
| Ministre de l'Environnement et du Changement climatique                                                                                |           | Rovana Plumb                                                                                               | PSD   |
| Ministre de l'Économie |           | Varujan Vosganian (jusqu'au 07/10/2013) Daniel Chițoiu (par intérim) Andrei Gerea (à partir du 17/10/2013) | PNL   |
| Ministre de la Société de l'information                                                                                                |           | Dan Nica                                                                                                   | PSD   |
| Ministre de la Santé |           | Eugen Nicolăescu                                                                                           | PNL   |
| Ministre de l'Éducation nationale |           | Remus Pricopie                                                                                             | PSD   |
| Ministre du Travail, de la Famille, de la Protection sociale et des Personnes âgées                                                    |           | Mariana Câmpeanu                                                                                           | PNL   |
| Ministre des Fonds européens |           | Eugen Teodorovici                                                                                          | PSD   |
| Ministre des Transports |           | Relu Fenechiu (jusqu'au 12/07/2013)                                                                        | PNL   |
| Ministre des Transports |           | Victor Ponta (par intérim)                                                                                 | PSD   |
| Ministre des Transports |           | Ramona Mănescu (à partir du 26/08/2013)                                                                    | PNL   |
| Ministre de la Culture |           | Daniel Barbu (jusqu'au 12/12/2013) Gigel Știrbu                                                            | PNL   |
| Ministre de la Jeunesse et des Sports                                                                                                  |           | Nicolae Bănicioiu                                                                                          | PSD   |
| Ministres délégués |           | |       |
| Chargé du Budget (Auprès du ministre des Finances publiques)                                                                           |           | Liviu Voinea                                                                                               | PSD   |
| Chargé des Eaux, des Forêts et de la Pêche (Auprès de la ministre de l'Environnement)                                                  |           | Lucia Varga                                                                                                | PNL   |
| Chargé des Projets d'infrastructure d'intérêt national et des Investissements étrangers (Auprès du ministre de l'Économie)             |           | Dan Șova                                                                                                   | PSD   |
| Chargé des PME, du Milieu des affaires et du Tourisme (Auprès du ministre de l'Économie)                                               |           | Maria Grapini                                                                                              | PC    |
| Chargé de l'Énergie (Auprès du ministre de l'Économie)                                                                                 |           | Constantin Niță                                                                                            | PSD   |
| Chargé de l'Enseignement supérieur, de la Recherche scientifique et du Développement technologique (Auprès du ministre de l'Éducation) |           | Mihnea Costoiu                                                                                             | PSD   |
| Chargé des Relations avec le Parlement (Auprès du Premier ministre)                                                                    |           | Mihai Voicu                                                                                                | PNL   |
| Chargé des Roumains de l'étranger (Auprès du ministre des Affaires étrangères)                                                         |           | Cristian David                                                                                             | PNL   |
| Chargé du Dialogue social (Auprès du ministre du Travail)                                                                              |           | Doina Pană                                                                                                 | PSD   |

### Remaniement du 26 février 2014
- Les nouveaux ministres sont indiqués en gras, ceux ayant changé d'attributions en italique.

| Fonction | Titulaire | Titulaire         | Parti |
| --- | --------- | ----------------- | ----- |
| Premier ministre Ministre des Finances publiques (par intérim) |           | Victor Ponta      | PSD   |
| Vice-Premier ministre Ministre du Développement régional et de l'Administration publique                                                                                    |           | Liviu Dragnea     | PSD   |
| Vice-Premier ministre Ministre des Affaires intérieures (par intérim) |           | Gabriel Oprea     | UNPR  |
| Ministres |           |                   |       |
| Ministre de l'Agriculture et du Développement rural |           | Daniel Constantin | PC    |
| Ministre des Affaires étrangères Ministre délégué aux Roumains de l'étranger (par intérim)                                                                                  |           | Titus Corlățean   | PSD   |
| Ministre de la Défense nationale |           | Mircea Dușa       | PSD   |
| Ministre de la Justice Ministre délégué aux Relations avec le Parlement (par intérim)                                                                                       |           | Robert Cazanciuc  | Sans  |
| Ministre de l'Environnement et du Changement climatique Ministre déléguée aux Eaux, aux Forêts et à la Pêche (par intérim)                                                  |           | Rovana Plumb      | PSD   |
| Ministre de la Société de l'information |           | Dan Nica          | PSD   |
| Ministre de l'Éducation nationale |           | Remus Pricopie    | PSD   |
| Ministre des Fonds européens |           | Eugen Teodorovici | PSD   |
| Ministre de la Jeunesse et des Sports Ministre de la Santé (par intérim) |           | Nicolae Bănicioiu | PSD   |
| Ministres délégués |           |                   |       |
| Chargé du Budget (Auprès du ministre des Finances publiques) |           | Liviu Voinea      | PSD   |
| Chargé des Projets d'infrastructure d'intérêt national et des Investissements étrangers (Auprès du ministre de l'Économie) Ministre des Transports (par intérim)            |           | Dan Șova          | PSD   |
| Chargé des PME, du Milieu des affaires et du Tourisme (Auprès du ministre de l'Économie)                                                                                    |           | Maria Grapini     | PC    |
| Chargé de l'Énergie (Auprès du ministre de l'Économie) Ministre de l'Économie (par intérim)                                                                                 |           | Constantin Niță   | PSD   |
| Chargé de l'Enseignement supérieur, de la Recherche scientifique et du Développement technologique (Auprès du ministre de l'Éducation) Ministre de la Culture (par intérim) |           | Mihnea Costoiu    | PSD   |
| Chargé du Dialogue social (Auprès du ministre du Travail) Ministre du Travail, de la Famille, de la Protection sociale et des Personnes âgées                               |           | Doina Pană        | PSD   |